# Miguel Correa (canoísta)
Miguel Antonio Correa (nascido em 11 de outubro de 1983) é um canoísta argentino que terminou na quinta posição na prova do caiaque duplo (K2) 200 metros masculino nos Jogos Olímpicos de Verão de 2012 em Londres. Também competiu em Pequim 2008.
É casado com a também canoísta olímpica Alexandra Keresztesi, e é irmão de Javier Correa.